# دو هان سه
دو هان سه (کره‌ای: 도한세؛ زادهٔ ۲۵ سپتامبر ۱۹۹۷) همچنین با نام هان‌سه (Hanse) نیز شناخته می‌شود، رپر، خواننده و ترانه‌پرداز اهل کره جنوبی است. او در سال ۲۰۱۶ به عنوان یکی از اعضای گروه ویکتون فعالتش را آغاز کرد. او فعالیت انفرادی خود را با انتشار آلبوم Blaze در ۲۵ سپتامبر ۲۰۲۱ آغاز کرد.

## ترانه‌شناسی

### آلبوم‌های چندآهنگه
| عنوان                                                                         | جزئیات | بهترین جایگاه | فروش               |
| عنوان                                                                         | جزئیات | کره جنوبی     | فروش               |
| ----------------------------------------------------------------------------- | --- | ------------- | ------------------ |
| Blaze                                                                         | - انتشار: ۲۵ سپتامبر ۲۰۲۱ - ناشر: پلی ام انترتینمنت - فرمت: دانلود دیجیتال، استریم فهرست قطعات 1. Take Over 2. Diamonds (با همکاری اسکینی براون) 3. Slash (با همکاری بیگ‌وان) 4. Public Enemy (با همکاری جایسی یوکا) 5. Ride or Die 6. Scent (향기) (با همکاری کید واین، یونگ‌یونگ) | ۲۳            | - کره جنوبی: ۷٬۵۸۹ |
| نشانهٔ «—» مواردی را نشان می‌دهد که در آن کشور منتشر نشده یا به جدول نرسیده‌اند. | |               |                    |

### تک‌آهنگ‌ها

#### به عنوان آرتیست اصلی
| «Take Over»                                                                   | ۲۰۲۱ | — | Blaze |
| نشانهٔ «—» مواردی را نشان می‌دهد که در آن کشور منتشر نشده یا به جدول نرسیده‌اند. |      |   |       |

#### به عنوان آرتیست همکار
| عنوان           | آرتیست                                         | سال  | آلبوم             |
| --------------- | ---------------------------------------------- | ---- | ----------------- |
| «بی‌پی‌ام»        | MIC SMG (با همکاری دو هان سه، یونگ‌یونگ و گوپی) | ۲۰۲۱ | تک‌آهنگ بدون آلبوم |
| "Erase"         | MIC SMG (با همکاری دو هان سه، یونگ‌یونگ و گوپی) | ۲۰۲۲ | تک‌آهنگ بدون آلبوم |
| «Seventh Floor» | کیم می جونگ (با همکاری دو هان سه)              | ۲۰۲۲ | ولوم آپ!          |
| «Sippin»        | چو سو جون (با همکاری دو هان سه)                | ۲۰۲۲ | Now is Sober      |
| «오늘밤도»      | Taeb2 (با همکاری دو هان سه)                    | ۲۰۲۳ | 오늘밤도          |